# Ulrich Wehling
Ulrich Wehling (* 8. Juli 1952 in Halle (Saale)) ist ein ehemaliger für die DDR startender Skisportler in der Nordischen Kombination und deutscher Sportfunktionär.

## Werdegang
Wehling, der Sohn eines Juristen und einer Apothekerin, absolvierte die Kinder- und Jugendsportschule in Oberwiesenthal 1972 mit dem Abitur. Nach dem Junioreneuropameistertitel 1971 war er der dominierende Skisportler in der Nordischen Kombination der 1970er Jahre. Wehling, der für den SC Traktor Oberwiesenthal startete, gelangen in der Nordischen Kombination drei Olympiasiege in Folge (Sapporo 1972, Innsbruck 1976 und Lake Placid 1980). Damit ist er bis heute der erfolgreichste Nordische Kombinierer. Bei der Schlussfeier der Olympischen Winterspiele 1976 in Innsbruck war er Fahnenträger der Mannschaft der DDR. Daneben war er 1974 Weltmeister und 1978 Bronzemedaillengewinner der Weltmeisterschaft in dieser Sportart. Beim Holmenkollen Skifestival in Oslo konnte er drei Mal (1975–1977) gewinnen; 1976 wurde er mit der Holmenkollen-Medaille geehrt.
Ulrich Wehling absolvierte ein Studium zum Diplom-Sportlehrer an der Deutschen Hochschule für Körperkultur und Sport (DHfK) in Leipzig. Nach seinem Rücktritt vom Leistungssport arbeitete er zunächst 1980/81 als Mitarbeiter am Wissenschaftlichen Zentrum des Deutschen Skiläuferverbandes (DSLV) in Leipzig. Von 1982 bis 1990 war er stellvertretender Generalsekretär und 1990 Präsident bzw. Generalsekretär des DSLV der DDR. Weiterhin war Wehling von 1981 bis 1990 Mitglied und 1990 Vizepräsident des NOK der DDR. Von 1976 bis 1981 war Wehling Mitglied des Zentralrates der FDJ und bis 1990 auch Mitglied der SED.
Nach einer Tätigkeit von 1990 bis 1992 als Koordinator des Deutschen Skiverbands in den neuen Bundesländern war er von 1992 bis 2012 Sportlicher Direktor oder Renndirektor des Internationalen Skiverbandes FIS im Komitee für die Nordische Kombination. Am 1. Dezember 2016 wurde Wehling neuer Geschäftsführer des Thüringer Skiverbandes, der ihn am 21. November 2018 in den Ruhestand verabschiedete.
Ulrich Wehling ist seit 1976 mit der ehemaligen Rennrodlerin Eva-Maria Wernicke verheiratet und hat mit ihr zwei Töchter. Er lebte in Oberhofen am Thunersee (Schweiz), bevor er in Berlin heimisch wurde.
Anlässlich der 475-Jahr-Feier wurde er 2002 zum Ehrenbürger von Oberwiesenthal ernannt. In der DDR wurde er mehrmals mit dem Vaterländischen Verdienstorden ausgezeichnet. 1980 erhielt er diesen Orden in Gold.

## Doping in der DDR
Wehling war als Verantwortlicher für den Leistungssport in das staatlich verordnete Doping im DDR-Sport eingebunden, indem er Repressionen gegen Trainer und Sportler mittrug, die sich weigerten, Dopingmittel zu verabreichen beziehungsweise einzunehmen. Im DSV war er 1992 wegen der öffentlichen Dopingvorwürfe nicht mehr zu halten.

## Stasi-IM
Wehling war willentlich und wissentlich als inoffizieller Mitarbeiter der Staatssicherheit unter dem Decknamen „Springer“ tätig und hat über Personen informiert. Wehling bestreitet dies.

## Größte Erfolge
- 1971 Juniorenweltmeister
- 1972 Olympiasieger – Olympische Spiele in Sapporo
- 1973 DDR-Meister
- 1974 Weltmeister – Weltmeisterschaften – Falun
- 1975 DDR-Meister
- 1976 Olympiasieger – Olympische Spiele in Innsbruck
- 1976 DDR-Meister
- 1977 DDR-Meister
- 1978 Bronzemedaille – Weltmeisterschaften – Lahti
- 1978 DDR-Meister
- 1979 DDR-Meister
- 1980 Olympiasieger – Olympische Spiele in Lake Placid